# Iso Harrijärvi
Iso Harrijärvi och Pieni Harrijärvi eller Harrijärvet är sjöar i Finland. De ligger i kommunen Enare i landskapet Lappland, i den norra delen av landet, 1 000 km norr om huvudstaden Helsingfors. Iso Harrijärvi ligger 139 meter över havet. Arean är 96,1 hektar och strandlinjen är 11,14 kilometer lång. Sjön  ingår i Neidenälvens huvudavrinningsområde. 
I övrigt finns följande vid Iso Harrijärvi:
- Laulujärvi (en sjö)